# 阿兰赫
阿兰赫，是西班牙埃斯特雷马杜拉巴达霍斯省的一个市镇。總面积160平方公里，2001年普查人口總數為2026人，人口密度為每平方公里13人。